# 方慧蘭
克里斯蒂娜·亞歷山德拉·弗里蘭 PC MP （1968年8月2日—），漢文名字方慧蘭 ，加拿大烏克蘭裔政治人物、記者和作者，加拿大自由黨黨員，現任加拿大交通部长。
方慧蘭自2013年起擔任加拿大國會下議院議員，先後代表安大略省的多倫多中選區和大學－玫瑰谷選區，曾於2015年自由黨上台執政後晉身賈斯汀·杜魯多内閣，先後出任聯邦國際貿易部長、外交部長、副總理兼跨政府事務部長和財政部長。從政前她為傳媒工作者，曾在《金融時報》、《環球郵報》和湯森路透工作。2024年12月16日，方慧蘭辭任副總理和財政部長的內閣職務，但仍留任為國會議員。

## 早年生活（1968-1993）
方慧蘭生於亞伯達省和平河鎮，父親唐納德·弗里蘭（Donald Freeland）為一名農夫和律師，为自由黨黨籍；母親哈利娜（Halyna）亦為一名律師，並曾於1988年聯邦大選代表新民主黨在愛民頓競逐國會下議院議席。具烏克蘭血統的她能講英語、法語、俄羅斯語和烏克蘭語。
方慧蘭於1986年從亞得里亞海聯合世界書院畢業，後到哈佛大學主修俄羅斯歷史和文學。期间，她作为交流生到基輔大学深造烏克蘭語，並參與支持烏克蘭獨立运动。蘇聯黨媒批評她為「外部勢力」；KGB也嘗試監控她但不果，其機智與博學卻因而獲得當局暗中稱讚。在1989年被禁再踏足鐵幕下的烏克蘭後，方慧蘭於1990年取得文學士學位。
1990年夏天，弗里兰在伦敦的合众国际社担任实习生。後獲羅德獎學金，在牛津大學聖安東尼學院深造，1993年取得斯拉夫学碩士學位。

## 記者生涯（1993-2013）

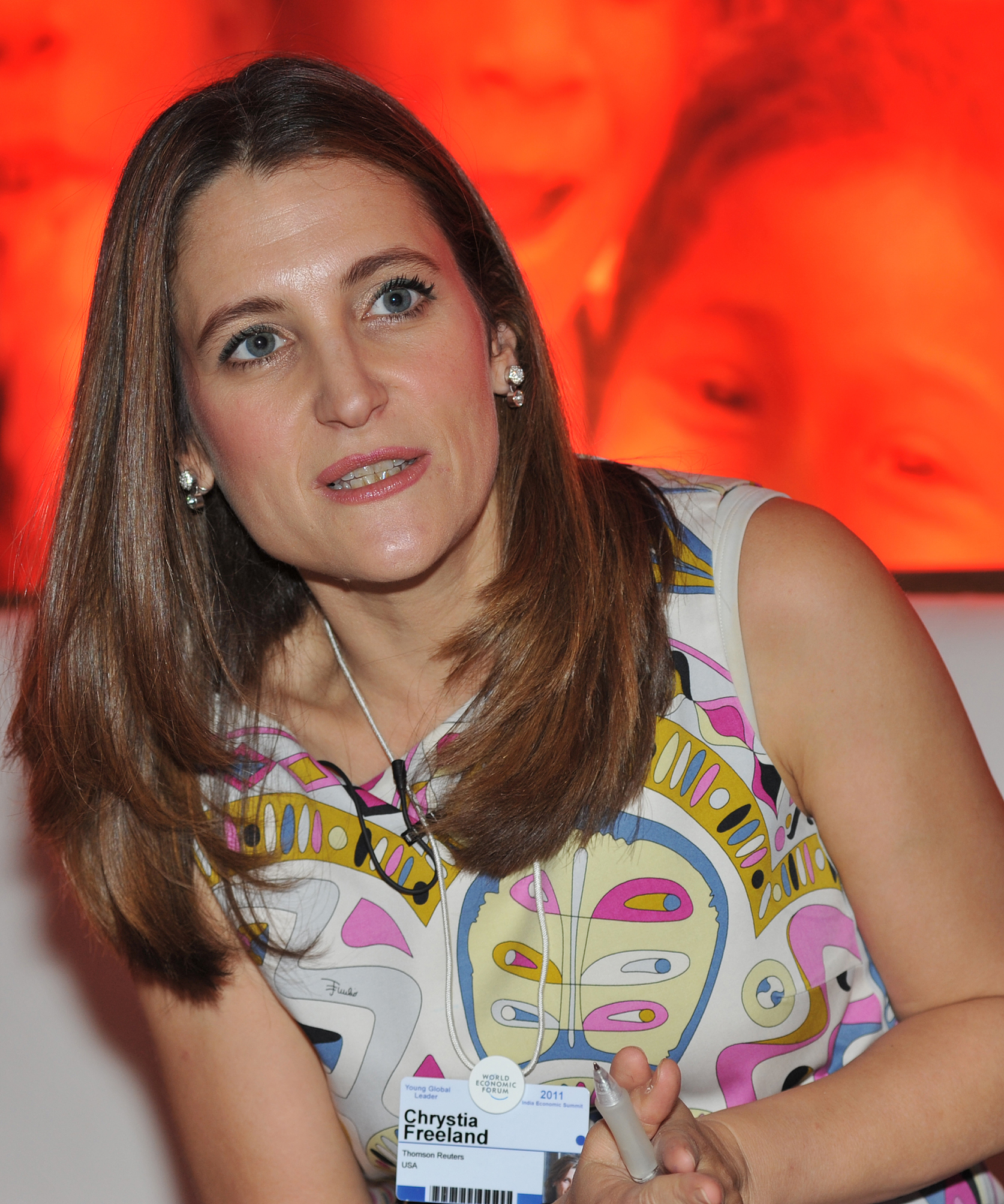
在湯森路透工作時的方慧蘭

方慧蘭在蘇聯解體後的烏克蘭展開記者生涯，為《金融時報》、《華盛頓郵報》和《經濟學人》雜誌擔任特約記者。
她後來正式加入《金融時報》，先後任職該報的副編輯、周末版編輯、網上版編輯、英國新聞編輯、莫斯科分局局長和東歐記者。
她於1999年轉任加拿大《環球郵報》副編輯，至2001年為止，但其後仍繼續為該報撰寫專欄。她於2000年出版的著作《世紀大拍賣：俄羅斯轉軌的内幕故事》（Sale of the Century）講述俄羅斯在蘇聯解體後轉投資本主義的經過。
她一度擔任《金融時報》的美國總編輯，2010年則成為路透社的環球特約編輯（global editor-at-large）。2011年轉任湯森路透數位編輯，後來改任該通訊社的常務經理和消費新聞編輯。
她於2012年出版的《巨富：全球超級新貴的崛起及其他人的沒落》（Plutocrats: The Rise of the New Global Super-Rich and the Fall of Everyone Else）登入《紐約時報》暢銷書榜，並贏取2013年度萊昂內爾·格爾伯書獎。

## 政治生涯（2013-）

### 国会议员（2013-2015）
賈斯汀·杜魯多出任加拿大自由黨黨魁後，不時在公開演講和媒體訪問時引述方慧蘭的書籍，而兩人亦有討論政策議題。兩人於2013年在渥太華某場合碰面時，杜魯多游說方慧蘭投身政界。
隨著李博於2013年6月宣佈辭任多倫多中選區國會議員，方慧蘭於同年7月宣佈尋求該選區的自由黨候選人提名。她於同年9月贏取自由黨候選人資格，再於同年11月舉行的多倫多中選區議席補選中告捷，首度晉身國會下議院。她於2014年11月至2015年8月間擔任國會國際貿易常務委員會副主席。
亞努科維奇於2014年2月辭任烏克蘭總統後，方慧蘭於同年3月代表自由黨到訪當地，期間與烏克蘭爭取改革民主同盟領袖維塔利·克利奇科以及後於同年5月當選總統的彼得·波羅申科等人會面。加拿大政府於同年3月因克里米亞併入俄羅斯聯邦而向俄國實施制裁和禁足令，俄羅斯政府遂於同月宣佈禁止包括方慧蘭在内的13名加拿大人入境；方慧蘭在推特發文表示這為一項榮譽。
多倫多中選區在2015年聯邦大選重新劃分，方慧蘭改到新成立的大學－玫瑰谷選區參選告捷。

### 國際貿易部長（2015-2017）
自由黨在2015年大選重拾執政權，方慧蘭於同年11月獲新任總理杜魯多委任為聯邦國際貿易部長，首度晉身內閣。她就職後延續上屆保守黨政府與歐洲聯盟就落實雙方自由貿易協議的談判工作，2016年比利時瓦隆尼亚地區議會否決該項協議後她親赴當地游說議員改變初衷。加歐雙方終在2016年10月30日簽定自由貿易協議；在美國總統候選人川普鼓吹貿易保護主義以及在美墨邊界興建圍牆的背景下，方慧蘭表示這項協議顯示如何在國際關係中「興建橋樑而非圍牆」。

### 外交部長（2017-2019）

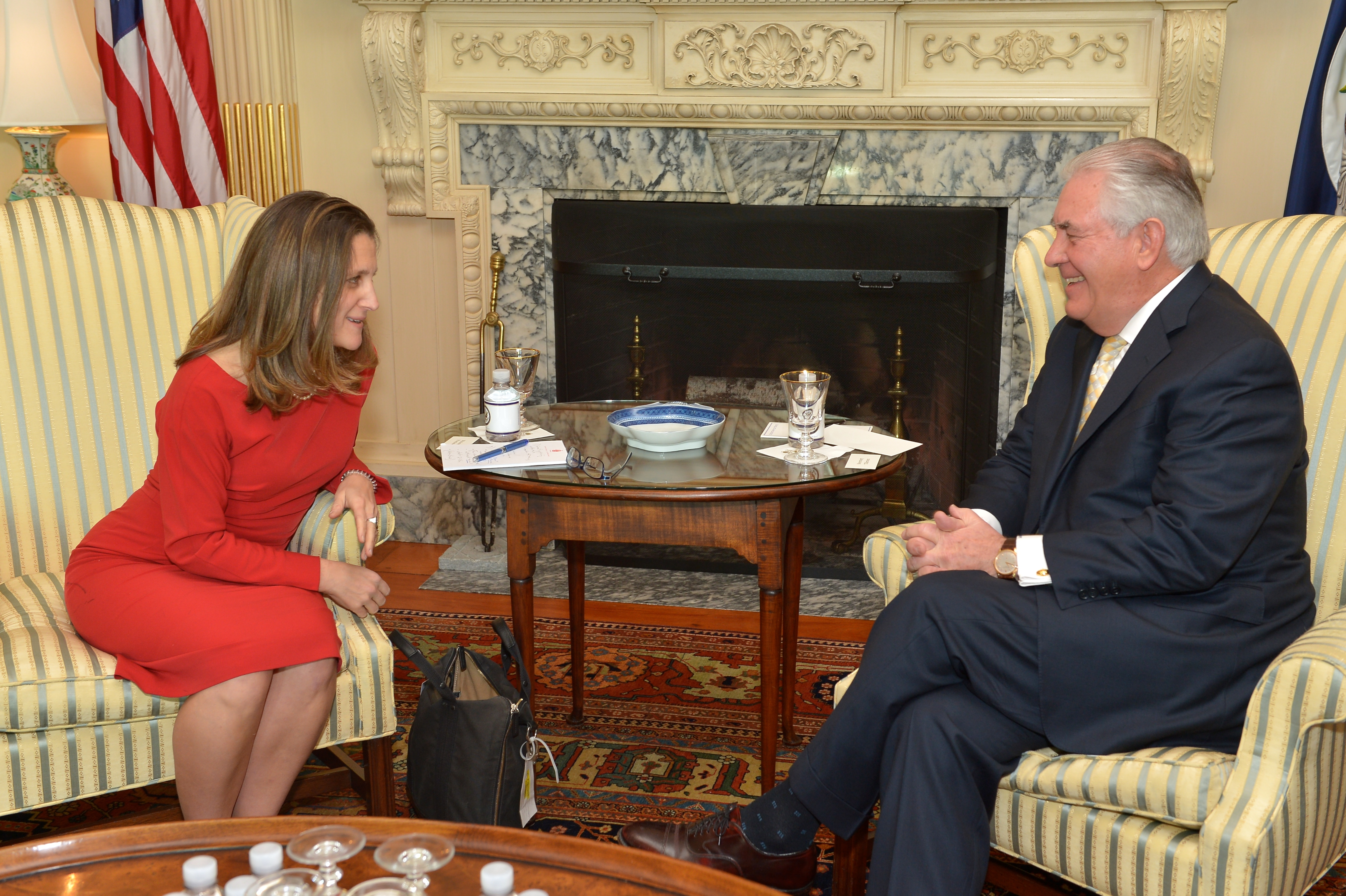
方慧蘭就任外交大臣後於2017年2月與美國國務卿雷克斯·蒂勒森會面

為了應對川普當選美國總統後的國際政治新形勢，總理杜魯多於2017年1月改組內閣，方慧蘭接替斯特凡·迪翁出任外交部長。
她於2017年3月與國防部長石俊共同宣布將加拿大軍方為烏克蘭軍隊提供的訓練活動延續至2019年3月，並繼續為該項活動在當地派駐200名加軍。

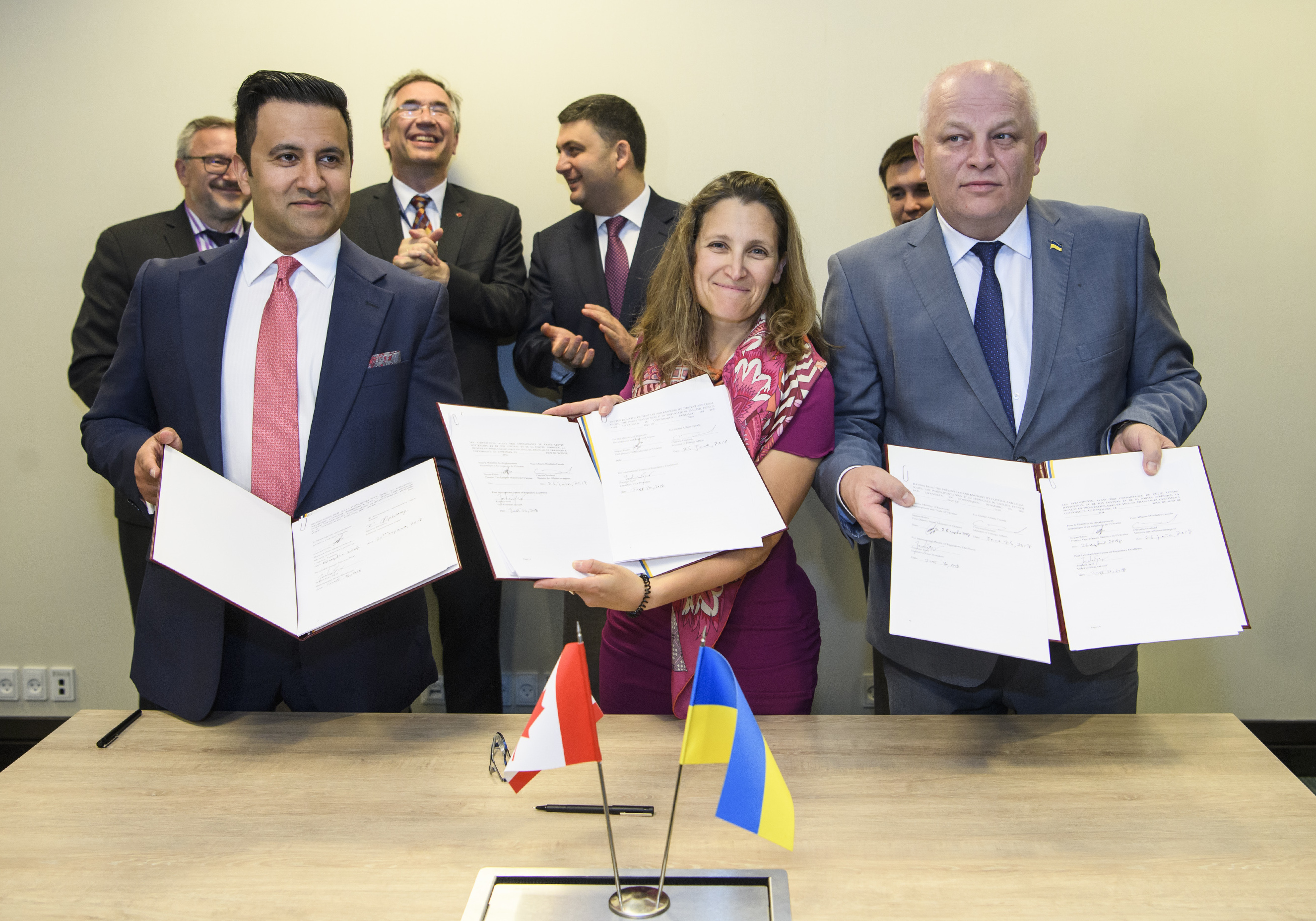
方慧蘭與烏克蘭官員於哥本哈根會面（攝於2018年6月）

方慧蘭於2019月1月親自到多倫多機場迎接，因報稱受家人虐待而獲庇護的沙烏地阿拉伯女子拉哈夫·穆罕默德，並稱她為「非常勇敢的新加拿大人」。
2019年4月18日，方慧蘭被雜誌週年列表中列為第37名優秀領袖，她被指「協商能力強」，以致達成加拿大—歐盟，以及美墨加貿易協議。

### 副总理（2019-2024）
她於2019年聯邦大選在大學－玫瑰谷選區連任下議員。聯邦自由黨在能源和環境等議題上與亞伯達省與薩克其萬省的政治分歧日益嚴重，導致自由黨在該屆大選於該兩省全軍覆沒。自由黨雖贏取足夠議席籌組少數政府，但缺乏來自該兩省的議員出任內閣要職。有見及此，總理杜魯多於選後擢升方慧蘭為加拿大副總理兼跨政府事務部長，冀望她在亞伯達省出生的背景有助應對西部疏離局面。
財長莫奈於2020年8月辭職後，方慧蘭獲杜魯多委派出任該職，成為該國首位女財長，並保留副總理之位；跨政府事務部長職務則由勒布朗（Dominic LeBlanc）接任。
在2022年爆發的俄烏戰爭中，她高度參與加拿大對烏援助的協調與談判。她幾乎在戰爭初期的每天與烏克蘭總理杰尼斯·什米加尔通電。

### 国会议员（2024-2025）
2024年12月16日，方慧蘭宣佈辭任副總理和財政部長，但仍留任為國會議員，其突如其來的辭職在國會山莊引發了政治混亂，各政黨和媒體對於本来由她宣佈的秋季經濟報告如何處理以及自由黨總理杜魯多的政治前途等感到疑慮，反對黨保守黨、魁人政團和新民主黨都呼籲總理杜魯多辭職下台，其中保守黨和魁人政團要求提前大選。
2025年1月6日在總理杜魯多辭職後，方慧蘭被認為是2025年加拿大自由黨黨魁選舉的可能候選人，隨後她於1月17日宣布參選，败给马克·卡尼。

### 交通部长（2025-）
2025年3月14日起任马克·卡尼内阁交通部长。

## 家庭
她的丈夫為《紐約時報》記者格拉厄姆·博利（Graham Bowley），兩人育有三名子女。

## 選舉紀錄
| 年度 | 選舉屆數               | 選舉區          | 所屬政黨     | 得票數 | 得票率 | 當選標記 | 備註 |
| ---- | ---------------------- | --------------- | ------------ | ------ | ------ | -------- | ---- |
| 2013 | 第四十一屆國會議員補選 | 多倫多中選區    | 加拿大自由党 | 17,194 | 49.38% |          |      |
| 2015 | 第四十二屆國會議員選舉 | 大學—玫瑰谷選區 | 加拿大自由党 | 27,849 | 49.80% |          |      |
| 2019 | 第四十三屆國會議員選舉 | 大學—玫瑰谷選區 | 加拿大自由党 | 29,652 | 51.7%  |          |      |
| 2021 | 第四十四屆國會議員選舉 | 大學—玫瑰谷選區 | 加拿大自由党 | 21,716 | 47.5%  |          |      |

## 外部連結
- （英文）加拿大國會網站 方慧蘭議員簡介
- （英文）加拿大自由黨網站 方慧蘭議員分頁 （页面存档备份，存于）